# 微動力步槍
微動力步槍（英語：Micro Dynamic Rifle，簡稱MDR）是由沙漠科技推出，使用.308 Winchester、.223 Wylde、.300 Blackout及6.5 Creedmoor的犢牛式戰鬥步槍。

## 歷史
微動力步槍於2014年1月的SHOT Show首次展出，後來出現了多次延期並最終於2017年8月推出。首把MDR出廠時更特地邀請該名買家前往沙漠科技總部慶祝MDR的交付。
後來MDR發生嚴重的可靠性問題，最終沙漠科技與射擊社群合作解決並優化MDR的設計，並因此影響了沙漠科技的宣傳政策。
2020年1月，沙漠科技發佈了MDR的最新版MDRX及其新口徑改裝套件。
2021年2月，沙漠科技發佈了MDR／MDRX的Micron套件，外觀類似MDR-C。

## 可靠性問題
於2017年推出後，MDR在不同YouTube影片中的評價多為「不可靠」，並有諸多問題。
在InRangeTV的影片中提到使用一些品牌的彈藥時MDR能在氣動系統設定為4時可靠運作，但使用其他品牌的彈藥時必須把氣動系統設定為5才能可靠運作，甚至有些彈藥在使用設定6時仍未能可靠運作。一些品牌的彈藥亦出現了彈殼底緣損壞的現象。而在Garand Thumb的影片中則提到MDR的拋殼斜道經常導致卡彈，即使更換沙漠科技提供的替換零件後仍要使用氣動系統設定6才能運作，即便如此MDR在進行輕微的耐久測試時仍然發生卡彈、彈匣釋放鈕卡住等問題。
後來沙漠科技的CEO Nick Young跟InRangeTV的Karl Kasarda和Ian McCollum，以及Garand Thumb的Micheal Jones等聯絡，了解MDR的問題，並作出改進。
沙漠科技了解到問題源於對氣動系統的說明不足，以致用家未能調整正確的設定。同時，由於沙漠科技測試用的彈藥膛壓較高，因此使用其他膛壓不同的彈藥可能導致拋殼失敗。為解決此問題，沙漠科技更改了調節氣閥的設計，使MDR的氣動系統設定能適配更多不同種類的彈藥，新的MDR將配上新的調節氣閥，同時新的調節氣閥將會發送給現有的MDR用家作免費升級。
而彈殼底緣損壞則是因為MDR的退彈勾比一般.308口徑的退彈勾為窄，因此勾在彈殼底緣的力度較大。若氣動系統設定過高、使用抑制器或彈殼黃銅較軟時，彈殼底緣便有機會被退彈勾損壞。基於此問題沙漠科技正測試較闊的退彈勾，唯較闊的退彈勾壽命亦較短，每10,000至12,000發便需更換。
沙漠科技亦會為所有MDR提供終身保修服務，確保所有一手及二手MDR用家都能使用可靠的MDR。同時沙漠科技亦修改了其宣傳政策，以後只會在產品完成研發，並能可靠運作才會展出及公佈，以免再次發生如MDR般過早發佈，而導致延遲出貨並發生可靠性問題的事件。
MDR在2019年更新後獲得了正面的評價，包括曾經表達對MDR不信任的評論家。

## 設計
MDR使用短行程活塞傳動式系統，並為犢牛式設計。

### 機匣
MDR／MDRX的上機匣為鋁製，並加上了鋼製的槍機導軌。上機匣亦裝有用於安裝槍管的鋼製耳軸。在拋殼口上方設有聚合物貼腮板，在其上方再設有泡棉貼腮墊。頂部設有MIL-STD-1913導軌，分成三段在機匣上、導氣座上以及護木上，當中安裝在導氣座上的一段導軌在拆除槍管並再安裝時，安裝在上的瞄具歸零不會出現偏差。
MDR／MDRX的下機匣為聚合物製，內部左側設有彈匣釋放傳動桿，右側為扳機傳動桿。射擊選擇桿在握把上方，以阻擋扳機傳動桿的方式運作。在彈匣井後方為射控組，可以在解開傳動桿連接後移除。
MDR／MDRX的上下機匣以三根安全結合插梢固定，最前方的插梢設計與AR-15相似，為一根樞軸銷，以在局部分解時可不用分開機匣。
2020年1月，沙漠科技宣佈推出MDRX（X指eXtreme），機匣改採用更耐衝擊的新款聚合物，改善扳機及導氣座的排水設計，並新增了20英吋長槍管及.300 Blackout及6.5毫米克里德莫爾口徑轉換套件。而MDR及MDRX的所有改裝套件完全通用。

### 口徑轉換

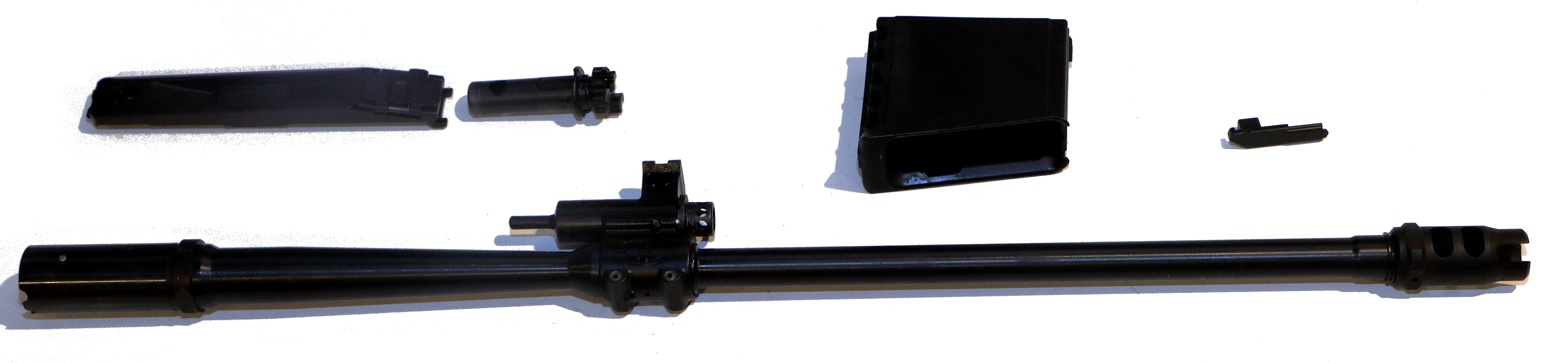
一套MDRX .223 Wylde前拋殼口徑轉換套件，包含槍管組、拋殼斜道蓋板、槍機、彈匣適配器及彈匣卡筍

MDR／MDRX可使用.308 Winchester、.223 Wylde、.300 Blackout及6.5 Creedmoor四種口徑，並只需更換槍管、槍機、拋殼斜道，安裝彈匣適配器（由.308／6.5改裝成.223／.300時，反之則移除彈匣適配器）及對應的彈匣卡筍即完成更換口徑，而沙漠科技稱本改裝能在數分鐘內完成。沙漠科技亦提供自訂口徑槍管定製，提供未加工槍管及導氣座讓用家加工所需口徑的纏距及槍管長度。

### 拋殼系統
為解決犢牛式槍械常有的拋殼問題，MDR採用了前拋設計。透過兩塊安裝在拋殼口的金屬射出成型蓋板，在槍機後退時會觸動其中一塊蓋板上的機械臂，把彈殼推向另一邊的蓋板的拋殼斜道上，並在槍機復進時被推出蓋板外，完成拋殼動作。而兩邊的蓋板可使用彈殼拆下並互換位置，以改變拋殼方向。在樣槍中拋殼斜道為單純供彈殼通過的管道，而在量產型中則加上了防塵蓋。
由於前拋殼設計重達半磅，亦不便檢查鏜室，因此沙漠科技在2020年推出了改用普通側拋殼設計的MDRX-SE（英語：Side Eject）。而前拋殼MDR及MDRX可透過改裝套件改裝成側拋殼，MDRX-SE亦能改裝回前拋殼，而側拋殼及前拋殼之間槍機及槍管延伸皆有不同，因此不能隨時更換蓋板，而需連槍管及槍機一同更換。

### 槍管
MDR的槍管有多種口徑及長度，並已安裝適用於該口徑的導氣座，以便用家在更換口徑時即有正確設定的導氣量運作槍機。
槍管延伸頂部設有一個排氣孔，在發生超壓時可以將氣體向上排出，經過槍管耳軸相應的排氣孔進入上機匣頂部，並自頂部導軌尾端下方的排壓孔排出，以免在傷害射手及步槍。
MDR的氣動系統為6段可調式，分別為S（抑制）、N（普通）及A（惡劣），並在S段及N段前後加入中段設定以便用家微調氣動系統，但沙漠科技不建議射擊量在500發以下時自行微調氣動系統。
2020年推出的MDRX加入了20英吋槍管，並皆會採用棘輪槍口補償器（英語：Ratchet Compensator），此為沙漠科技為不同口徑度身設計，即為6.5與.308獨立設計而不共用的槍口補償器。
2021年2月推出的MDR／MDRX Micron套件改用了11.5英吋槍管側拋殼槍管，並配上新的Radien消焰器。
MDR／MDRX可用槍管為：
| 口徑          | 長度 | 長度 | 纏距 | 槍口螺紋 | 備註            |
| 口徑          | 英寸 | 公釐 | 纏距 | 槍口螺紋 | 備註            |
| ------------- | ---- | ---- | ---- | -------- | --------------- |
| .223 Wylde    | 10.5 | 266  | 1:7  | 1/2×28   | MDR-C槍管       |
| .223 Wylde    | 11.5 | 292  | 1:7  | 1/2×28   | MDRX Micron槍管 |
| .223 Wylde    | 16   | 408  | 1:7  | 1/2×28   |                 |
| .223 Wylde    | 20   | 508  | 1:8  | 1/2×28   |                 |
| .300 BLK      | 16   | 408  | 1:6  | 5/8×24   |                 |
| .308 Win      | 16   | 408  | 1:10 | 5/8×24   |                 |
| .308 Win      | 20   | 508  | 1:10 | 5/8×24   |                 |
| 6.5 Creedmoor | 20   | 508  | 1:8  | 5/8×24   |                 |

### 槍機組
MDR／MDRX的槍機為類似AR-15的八鎖耳設計。槍機座尾部兩側設有觸動拋殼系統的凸塊。

### 護木
MDR的護木在三、六、九點鐘方向皆設有M-LOK孔，可供安裝各類配件，護木上亦有開孔，供射手確認氣動系統設定，但該孔的大小並不足以進行氣動系統的調節。
沙漠科技亦推出了配合AMTAC CQBm抑制器使用的護木，較標準護木長一格M-LOK孔，而配合CQBm抑制器使用時只會增加3.7英吋的額外長度。
2021年2月推出的MDR／MDRX Micron套件改用了類似MDR-C的前握把短護木，並在兩側加上了上下並排的兩個M-LOK孔。

### 握把
MDR／MDRX的握把角度為較直的14度設計，讓用家握持時較為舒適。握把亦可自下機匣拆除。

### 操作配件
MDR設有三個彈匣釋放鈕，分別是兩個位於扳機前方，用射擊手食指按動的彈匣釋放鈕，以及一個位於彈匣井前方的彈匣釋放鈕（改裝成.223／.300時不可用）。而MDR的槍機釋放鈕則位於彈匣井後方，並能在裝上彈匣時自然地按下並釋放槍機。沙漠科技聲稱由擊發最後一發到重裝新彈匣再射擊的耗時比AR-15系統更短，熟練使用的話能在1.3秒內完成。
MDR的射擊選擇桿為雙邊0（保險）-45（半自動）-150度（全自動，僅MDR-A）設計。槍機拉柄為非往復式設計，在最前時會被彈簧向上推，以免在射擊時移位；拉到最底時亦能向上提起拉柄以鎖定槍機。

### 附件
MDR出廠時沙漠科技會在導氣座上的導軌安裝DT 1X內紅點瞄具。

### 彈匣
MDR／MDRX的.223／.300版本可使用任何AR-15規格彈匣；.308／6.5版本則可使用任何SR-25規格彈匣。

## 衍生型

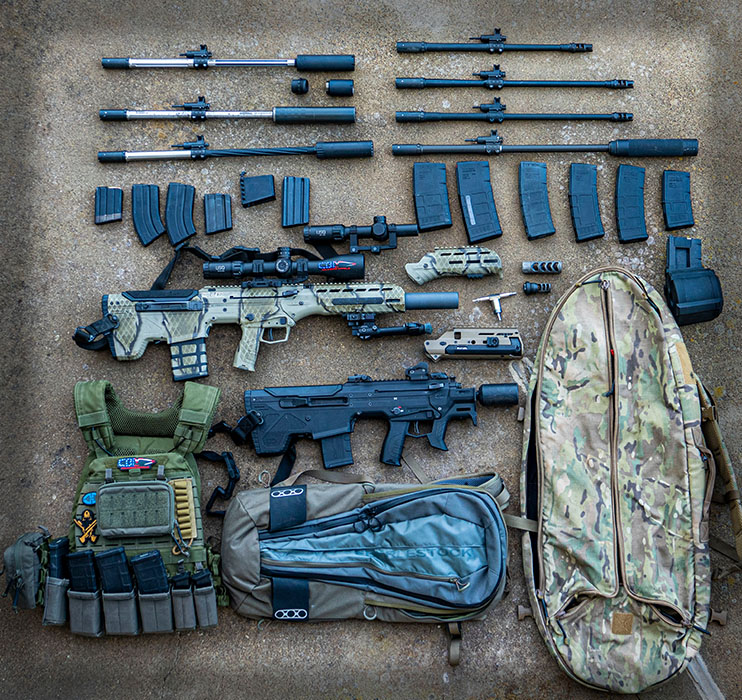
MDRX Micron（下）、.308版MDR（中）、各種護木、各種口徑槍管組及彈匣，當中不鏽鋼外觀的槍管為ES Tactical生產的客製口徑槍管

### MDR
- MDR-C：MDR的10.5英寸槍管卡賓槍版本，擁有附前握把的短護木，暫時並未量產[14]。
- MDR-A：MDR的全自動射擊版本，射速約為550發／分鐘，目前僅沙漠科技使用MDR-A作測試用途。

### MDRX
2020年推出的新款MDR，加入.300 Blackout及6.5 Creedmoor口徑及20英吋槍管。
- MDRX-SE：改用側拋殼設計的MDRX。MDR及MDRX可改裝成MDRX-SE，MDRX-SE亦可改裝成普通MDRX。目前僅有.223口徑側拋殼套件。
- MDRXCOM：加利福尼亞州及華盛頓哥倫比亞特區合法型，原廠加上了握把魚鰭板及僅得20英吋槍管供選擇。
- MDRXCOMSE：加利福尼亞州及華盛頓哥倫比亞特區合法側拋殼型，原廠加上了握把魚鰭板及僅得20英吋槍管供選擇。
- MDRX Micron：MDRX的11.5英寸槍管套件，外觀類似MDR-C，僅有.223 Wylde側拋殼版本。

## 流行文化

### 電子遊戲
- 2013年—《腐朽之都》：命名為「Micro Dynamic Rifle」，型號為.308口徑版MDR-A樣槍，於「Lifeline」DLC中加入。
- 2014年—《合約戰爭》：命名為「DT MDR」及「MDR-C」，型號分別為.308口徑版MDR-A樣槍及.223口徑版MDR-C樣槍。
- 2015年—：於「Robbery」DLC中加入，命名為「MDC」，型號為.308口徑版MDR-A樣槍，使用7.62×39mm並歸類為突擊步槍。由執法機關操作者所使用。
- 2016年—《湯姆克蘭西：全境封鎖》：命名為「城市MDR」，型號為.308口徑版MDR-A樣槍，被歸類在突擊步槍，使用M14彈匣供彈。
- 2016年—《逃離塔科夫》：命名為「DT MDR」，型號分別為.223及.308口徑版MDR-A，可裝上406公釐（16英吋）槍管，並可使用各類配件進行改裝。兩款型號分別在0.11及0.12版加入。其中.223口徑版為沙色機匣，.308口徑版為黑色機匣以作區分，與口徑無關的配件可完全通用。
- 2017年—：命名為「MDR」，型號為.223口徑版MDR-A，於「Fallen Ghost」DLC中加入，可使用各類配件進行改裝。
- 2017年—《黑色小隊》：命名為「MDR GL」，型號為.308口徑版MDR-A樣槍，裝上GLM榴彈發射器。
- 2018年—《少女前線》：命名為「MDR」，為五星戰術人形，可透過工廠製造。
- 2019年—《湯姆克蘭西：全境封鎖2》：命名為「Urban MDR」，型號為.308口徑版MDR-A樣槍，使用M14彈匣供彈。
- 2019年—《火線獵殺：絕境》：命名為「MDR」，型號為.308口徑版MDR-A，於4.0.0版加入，可使用各類配件進行改裝。
- 2023年—《暗區突圍》：命名為「DT MDR」，型號為.308口徑版MDR-A，黃色，可使用各類配件進行改裝。

## 資料來源
1. ↑  . The Firearm Blog. 2017-08-19  [2019-08-30]. （原始内容存档于2021-04-18） （美国英语）.
2. 1 2  . Desert Tech Blog. 2020-01-09  [2020-01-28]. （原始内容存档于2021-09-03） （美国英语）.
3. 1 2  . deserttech.com.   [2021-02-02]. （原始内容存档于2022-04-09）.
4. ↑  Matthew Moss. . The Firearm Blog. 2021-02-22  [2021-02-24]. （原始内容存档于2021-05-13） （美国英语）.
5. ↑  ,   [2019-08-30], （原始内容存档于2022-05-31） （中文）
6. ↑  ,   [2019-08-30], （原始内容存档于2022-05-17） （中文）
7. ↑  . Desert Tech Blog. 2019-02-13  [2019-08-30]. （原始内容存档于2020-12-01） （美国英语）.
8. ↑  ,   [2019-08-30], （原始内容存档于2020-11-21） （中文）
9. ↑  . Desert Tech Blog. 2019-07-15  [2019-08-30]. （原始内容存档于2020-12-01） （美国英语）.
10. ↑  . deserttech.com.   [2019-12-18]. （原始内容存档于2021-04-13）.
11. ↑  .   [2019-08-30] （美国英语）.[永久]
12. ↑  .   [2019-08-30] （美国英语）.[永久]
13. ↑  . deserttech.com.   [2019-12-18]. （原始内容存档于2020-09-23）.
14. ↑  M, Ethan. . Aftermath Gun Club. 2015-02-23  [2019-08-30]. （原始内容存档于2021-04-21） （美国英语）.